# لويز فورد
لويز فورد (بالإنجليزية: Louise Ford)‏ هي ممثلة بريطانية، ولدت في القرن العشرين.

## وصلات خارجية
- لويز فورد على موقع IMDb (الإنجليزية)
- لويز فورد على موقع قاعدة بيانات الفيلم (الإنجليزية)